# الخان مامادوف
الخان مامادوف (مواليد 1 أغسطس 1969) هو مبارز بالسيف أذربيجاني، مثّل بلاده في الألعاب الأولمبية الصيفية 1996.

## روابط خارجية
الخان مامادوف على موقع أوليمبيديا (الإنجليزية)